# Текирова
Теки́рова (тур. Tekirova) — туристическая деревня в районе Кемера, в турецкой провинции Анталья. Текирова находится примерно в 12 км к югу от Кемера и 60 км от Анталии на Средиземноморском побережье Ликии. Численность населения 2500 человек.

## Достопримечательности в окрестностях Текирова
Пляж: крупный песок и галька. Рядом холодная горная река, которая впадает в море.
К северу от Текирова находятся руины древнего города Фазелис.
Текирова находится на краю Национального парка Олимпос. Неподалёку расположена гора Тахталы высотой 2365 м, на вершину которой можно подняться по канатной дороге «Olympos Teleferik».